# Zgodba gospoda P. F.
Zgodba gospoda P. F. je slovenski dokumentarni film iz leta 2002 v režiji in po scenariju Karpa Godine. P. F. je Peter Florjančič, znan in uspešen izumitelj, ki se je kmalu povzpel med evropsko bogataško smetano v Švici in Monaku.